# André Vachon
Pour les articles homonymes, voir Vachon.
Pour le critique littéraire, voir Georges-André Vachon.
André Vachon, né le 2 décembre 1933 à Québec  et décédé le 18 décembre 2003 à Québec, est un professeur, historien et archiviste québécois. 

## Biographie
André Vachon fait ses études primaires à l'école Saint-François-d'Assise (1940-1942) ainsi qu'au Pensionnat St-Louis-de-Gonzague (1942-1946),. Par la suite, il continue ses études au Séminaire Saint-Alphonse (1946-1952), situé à Sainte-Anne-de-Beaupré, où il découvre deux champs d'intérêt qui deviennent rapidement des passions, la littérature étrangère et le théâtre. Au Séminaire, il publie ses premiers textes dans le journal collégien. En 1952, il continue ses études au Petit Séminaire de Québec et à l'Université Laval où il obtient deux baccalauréats en 1954, un en arts et un en philosophie. Entre 1952 et 1954, il poursuit parallèlement ses études en s'inscrivant aux certificats de latin, de littérature française, de linguistique et d'histoire canadienne à la faculté des Lettres de l'Université Laval, ce qui lui permet d'obtenir une licence en lettres. Par la suite, André Vachon poursuit ses études en histoire à l'Université Laval et obtient un diplôme d'études supérieures en 1962. Sa thèse « Histoire du Notariat canadien 1621-1960 » lui vaudra le Prix Raymond-Casgrain (au Québec) et le prix Montcalm (à Paris). 

## Carrière
De 1954 à 1967, il enseigne plusieurs matières, dont le français, la littérature et l'histoire dans divers établissements : l'Université Laval, le Séminaire de Québec, le Collège de Lévis, le Séminaire Saint-Alphonse et l'Université de Sherbrooke. De 1956 à 1961, André Vachon travaille aux Archives de la Province de Québec en tant qu'archiviste.  En 1961, il devient secrétaire général puis directeur général du « Dictionnaire biographique du Canada » où sa rigueur est remarquée, imposant des critères de qualité qui assurent la renommée de cet ouvrage. Il est par la suite directeur des éditions de 1962 à 1964, directeur adjoint de 1964 à 1966 ainsi que directeur général de 1966 à 1971 aux Presses de l'Université Laval. De 1971 à 1976, André Vachon se tourne vers les Archives nationales du Québec, mais cette fois, en tant que conservateur. Par la suite, il devient titulaire de la Chaire d'Études acadiennes de l'Université de Moncton de 1982 à 1985, où son objectif est de promouvoir la transmission et la création de connaissances propres à la collectivité acadienne.  De 1976 à 1982 et de 1985 à 1992, il occupe plusieurs postes dont écrivain, traducteur et correcteur dans plusieurs établissements.   

## Ouvrages
- Histoire du notariat canadien 1621-1960, 1962
- Situation de la recherche sur la franco-américanie, 1980
- Ramas, vol. 1, 1988, vol. 2, 1991
- Le fonds d’archives André Vachon est conservé au centre d’archives de Québec de la Bibliothèque et Archives nationales du Québec[3].

## Honneurs
- 1970 - Membre de la Société des Dix
- 1974 - Membre de la Société royale du Canada[5]